# Еберсбах ан дер Филс
Еберсбах ан дер Филс (њем. Ebersbach an der Fils) град је у њемачкој савезној држави Баден-Виртемберг. Једно је од 38 општинских средишта округа Гепинген. Према процјени из 2010. у граду је живјело 15.461 становника. Посједује регионалну шифру (AGS) 8117018.

## Географски и демографски подаци
Еберсбах ан дер Филс се налази у савезној држави Баден-Виртемберг у округу Гепинген. Град се налази на надморској висини од 292 метра. Површина општине износи 26,3 km². У самом граду је, према процјени из 2010. године, живјело 15.461 становника. Просјечна густина становништва износи 589 становника/km².

## Међународна сарадња
| Мјесто        | Држава    | Врста сарадње | Од    |
| ------------- | --------- | ------------- | ----- |
| Бур ле Валанс | Француска | партнерство   | 1980. |
| Извор         |           |               |       |